# جاكي غوردون
جاكي غوردون (بالإنجليزية: Jacqui Gordon)‏ هي ممثلة أسترالية، ولدت في 1962.

## وصلات خارجية
- جاكي غوردون على موقع IMDb (الإنجليزية)
- جاكي غوردون على موقع أول موفي (الإنجليزية)
- جاكي غوردون على موقع قاعدة بيانات الفيلم (الإنجليزية)
- جاكي غوردون على موقع كينوبويسك (الروسية)